# Mausoleo di Momine Khatun

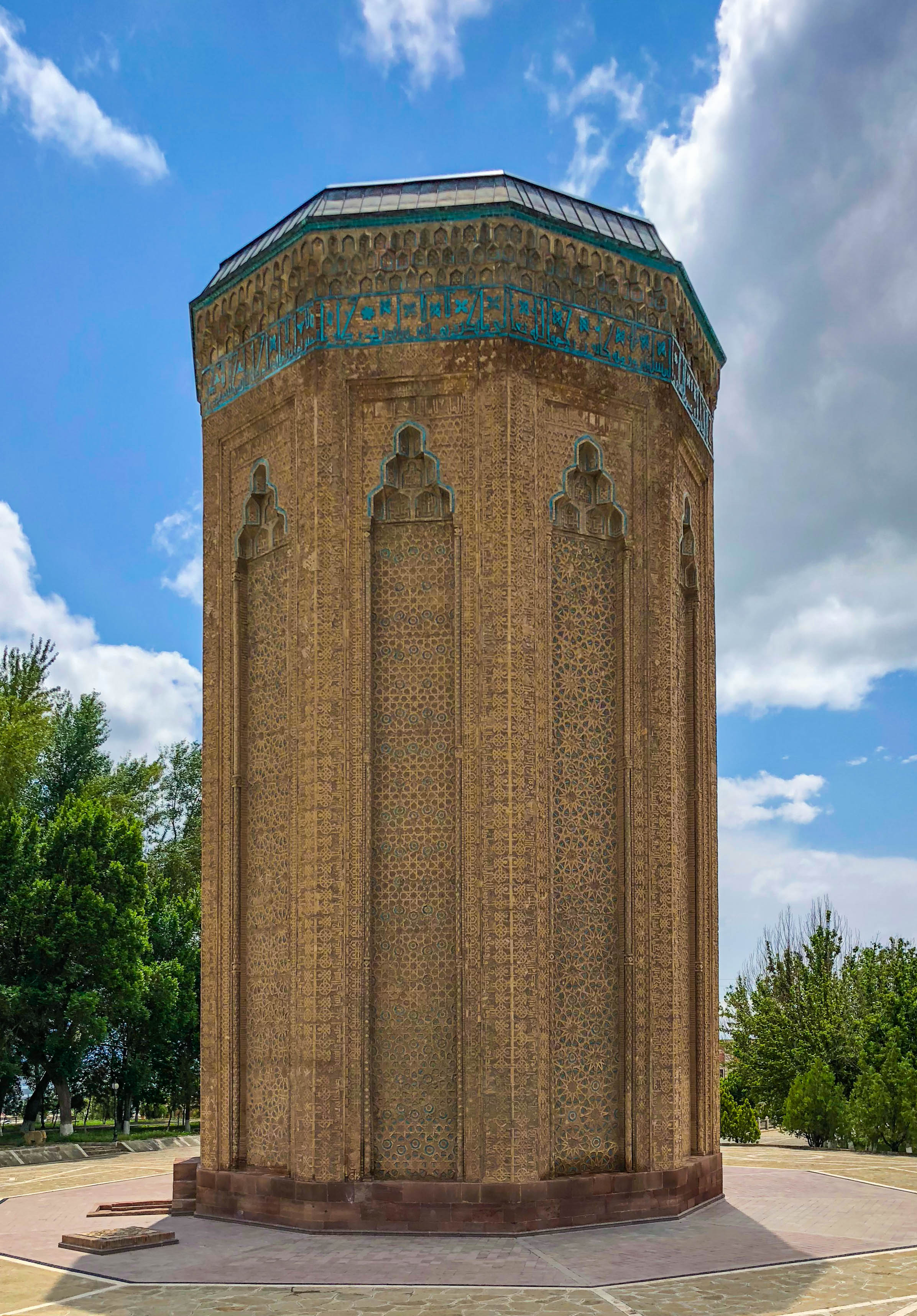
Il Mausoleo di Momina Khatun, Nakhchivan

Il Mausoleo di Momine Khatun (in azero - Mömünə xatun türbəsi) conosciuto anche come la cupola di Atabek, si trova nella città di Nakhchivan, la capitale della Repubblica Autonoma di Naxçıvan in Azerbaigian.

## Storia
Il mausoleo è stato costruito nel 1186 nella parte occidentale della città di Naxçıvan (all'interno del Complesso architettonico di Atabek nel centro storico della città di Nakhchivan). Il mausoleo è l'unico monumento che è giunto ai nostri giorni da quel complesso che c'era prima. Shamsaddin Eldaniz, il fondatore dello stato azerbaigiano Atabeyler (Eldiguzidi), iniziò a erigere un mausoleo sulla tomba di sua moglie, Momine Khatun. Tuttavia, la sua costruzione fu terminata da Mahammad Jahan Pahlavan, figlio di Shamsaddin Eldeniz, nel 586 d.C., nel mese di Muharram (aprile 1186).
Secondo alcuni ricercatori, Shamsaddin Eldaniz, il sovrano dello stato di Atabaylar, sua moglie Momine Khatun e suo figlio Mahammad Jahan Pahlavan furono sepolti nel mausoleo. In seguito, le pietre tombali delle persone sepolte nella tomba probabilmente furono derubate e portate via.
Le foto e i dipinti del XIX secolo mostrano che attorno al mausoleo c'erano edifici monumentali e anche la moschea Jameh. Il suo architetto, Adjemi ibn Abubekr (detto anche Adjemi Nakchivani), costruì anche il vicino mausoleo di Yusuf ibn Kuseyir.
Il mausoleo fu presumibilmente costruito inizialmente insieme ad una madrasa: i dipinti e le fotografie del sito del XIX secolo confermano che esisteva una madrasa come parte di un complesso religioso ed educativo che non esiste oggigiorno.
Il mausoleo è stato restaurato nel 1999-2003, come parte del progetto di sostegno al patrimonio culturale dell'Azerbaigian da parte della Banca Mondiale. È stato rappresentato sul lato opposto della banconota dell'Azerbaigian da 50.000 manat fra gli anni 1996-2006.

## Descrizione

Il Mausoleo di Yusif ibn Kuseyr, Nakhchivan

Il mausoleo di Momine Khatun è il punto di riferimento più particolare della regione di Nakhchivan, decorato con un motivo geometrico complesso e citazioni dal Corano. Il grande mausoleo decedrale veniva considerato come un grattacielo medievale che raggiungeva i 34 metri di altezza. Oggi la sua altezza è solo 25 metri. Ogni lato della superficie è interamente ricoperto di scritte arabe nello stile cufico, disegnate come motivi geometrici. Gli ornamenti dei nove su dieci (lati) sono diversi. Solo uno si ripete, nella nicchia dove doveva essere un'uscita. La parte superiore del mausoleo è decorata con una composizione di stalattiti. Nell'archetto del monumento sono state scritte queste parole in cufico: "Moriamo, ma solo il vento viene lasciato dietro le nostre spalle. Moriamo, ma solo il lavoro viene lasciato come memoria". Il mausoleo è costituito da parti sotterranee e fuori terra. La parte fuori terra del mausoleo è decagonale dall'esterno (era delimitata con le iscrizioni cufiche su entrambi i lati), ma il suo interno è tondo formato. Ci sono quattro medaglioni rotondi in cui i nomi dei Califfi sono stati scritti all'interno della cupola. Secondo il suo completamento, la parte occidentale del mausoleo è un po' diversa. Qui la superficie era divisa in due parti: nella parte inferiore, la porta d'ingresso era completata nella forma dell'archetto, ma nella parte sovrastante venivano dati i disegni ornamentali. Le iscrizioni che mostrano il nome dello scultore e la data della sua costruzione erano incise nella parte superiore dell'archetto. Il luogo di sepoltura di Momine Khatun è sotto l'edificio, ma non c'è un ingresso. All'interno il mausoleo ha una forma rotonda. Le uniche decorazioni del suo interno sono quattro medaglioni rotondi coperti di iscrizioni e ornamenti. Questi medaglioni sono posti sul lato interno della cupola sferica del mausoleo e portano i nomi del profeta Maometto e quattro rashidun (califfi): Abu Bakr, Omar, Osman, Ali e i suoi figli Hassan e Hussein. Il Mausoleo di Momine Khatun è caratterizzato da una magnificenza imperiale. Sulla sommità della tomba, negli scritti sopra - nel libro principale del monumento, è scritto: "Questa tomba fu ordinata per essere costruita da colti nel mondo, giusto e grande vincitore Shamsaddin Nusrat al-Islam e al Muslimin Jahan Pahlavan Abu Jafar Muhammad ibn Atabay Atabay Eldagiz per la memoria della religione nel mondo, l'Islam e la fama dei musulmani - Momina Khatun! ".
Le pareti solide in mattone del mausoleo sono forate da due piccole finestrine rivolte ad ovest, con una finestra ulteriore sull'ingresso principale. Una fascia di iscrizione in caratteri cufici composta da piastrelle turchesi scorre sotto la cornice del muqarnas. La superficie incassata delle sue dodici sfaccettature esterne è ricoperta da motivi geometrici intagliati su mattoni, che sono evidenziati da piastrelle turchesi, e incastonati in una cornice rettangolare che include una piccola corona di muqarnas. All'interno, la camera funeraria è a pianta circolare, con pareti scoperti.
Il Mausoleo di Momine Khatun è caratteristico della tradizione architettonica di Nakhchivan dell'epoca medievale, che è stata fortemente influenzata dalle opere dell'architetto azerbaigiano Adjemi ibn Kuseyir. Lo stile Nakhchivani differiva dagli stili Shirvani, prevalente di quella della penisola d'Absheron, nell'uso del mattone come materiale da costruzione di base e nell'uso di piastrelle smaltate colorate, specialmente turchesi, per la decorazione.

### Facciata
Momine Khatun assomiglia ad una torre prismatica che gli attributi e gli ornamenti di tutti i volti sono simili tra cui la facciata orientale dove c'è la porta d'ingresso alla tomba. L'ingresso rettangolare della torre è stato costruito sotto forma di un arco poco profondo. La lapide inscritta sopra indica l'architetto e il tempo di costruzione del mausoleo in stile cufico. I bordi delle nicchie affilate sono coperti da motivi geometrici compositi e sottili colonne (15 cm di diametro), e le superfici interne non vengono ripetute. I mattoni blu-turchesi utilizzati nella decorazione delle nicchie affilate su ogni faccia. I bordi della torre a dieci lati formano una cornice a forma di П e includono le nicchie. Queste cornici sono ricoperte da un'iscrizione in stile cufico fatta di mattoni. Verosimilmente le iscrizioni sono testi di Sura Yaseen, Corano.
La maggior parte degli ornamenti geometrici sulle superfici sono composti da stelle a più punte e le linee si diffondono da esse. Ci sono 5, 6, 8 stelle a punta e 6, 8 figure geometriche angolari su ogni faccia.

### Interno
Ci sono quattro medaglioni circolari sulle frecce perpendicolari (diametro 1,5 m) all'interno delle file di mattoni della cupola. Gli ornamenti erano fatti del misto di gesso e argilla e consistevano in composizioni nello stile cufico. L'essenza di tutte le composizioni è la parola "Allah". Omar, Osman, le parole di Ali si intersecano tra loro, formano 6, 8 e 10 stelle appuntite e circondano la parola "Allah".